# Uncle Jimmy Thompson
„Uncle“ Jimmy Thompson (* 1. Januar 1848 in Baxter, Tennessee als Jesse Donald Thompson; † 17. Februar 1931 in LaGuardo, Wilson County, Tennessee) war ein US-amerikanischer Old-Time-Musiker. Mit ihm schlug die Geburtsstunde des WSM Barn Dance, dem Vorläufer der Grand Ole Opry.

## Leben

### Kindheit und Jugend
Uncle Jimmy Thompson wurde im Smith County geboren. Über seine weiteren Angehörigen ist nicht viel bekannt, außer dass Thompson zwei Brüder hatte und dass seine Eltern oder deren Vorfahren aus Schottland stammten. Kurz vor dem Amerikanischen Bürgerkrieg zog die Familie nach Texas, wo die beiden Brüder auch blieben. Am Krieg nahm Thompson jedoch nicht teil, da er noch zu jung war. Schon zu dieser Zeit besaß er ein immenses Repertoire an alten Fiddle-Stücken.
Als Jugendlicher zog er durch das Land, währenddessen verdiente er sich als Farmer seinen Lebensunterhalt. Als er zu seinem Geburtsort, das Smith County, zurückkehrte, traf er dort Mahalia Elizabeth Montgomery, seine spätere erste Frau. Mit ihr sollte er drei Kinder haben, Jess, Willie Lee und Fanny. Ein viertes Kind, Sally, starb schon als Kleinkind.

### Leben vor der Berühmtheit
Um 1902 ließ Thompson sich in Texas, nahe der Grenze zu Oklahoma, nieder. Dort arbeitete er wieder als Farmer, trat jetzt aber auch öffentlich als Fiddler auf. 1907 gewann er seinen ersten lokalen Fiddle-Wettbewerb. Um 1912 wechselte er noch einmal seinen Wohnort und zog nach Hendersonville in Tennessee, nahe Nashville, wo er seine krebskranke Frau bis zu ihrem Tod pflegte.
Im Alter von 68 Jahren heiratete Thompson zum zweiten Mal, diesmal Elly Manners, später bekannt als Aunt Elly. Uncle Jimmy Thompson liebte es zu reisen, was er auch noch im hohen Alter tat. Mit seinem selbstgebauten „Wohnmobil“, ein Lastwagen mit einer ausgebauten Wohnkabine auf der Ladefläche, reiste er durch Texas und Tennessee und blieb, wo er wollte. In einem Interview mit der Zeitung The Tennessean sagte er einmal dazu: „Ich fahre den alten Wagen einfach zum nächstbesten Platz und bleibe dort die ganze Nacht. Ich setzte mich dann auf mein Bett und hol’ meine Fiddle raus!“ (I'd jus' drive the ol' camper on into the first open place I could find by the road, and then ask to stay the whole night. Once they said yep, I'd jus' drive the thing on in, fix up the bed, and then get out my fiddle!).

### Karriere
Mitte der 1920er Jahre kam Uncle Jimmy Thompson dann zum Radio. Im Rahmen einer Besichtigungstour durch das WSM-Gebäude meinte seine Frau, er könnte zur Unterhaltung doch ein wenig auf seiner Fiddle spielen (die er immer dabei hatte). Was Thompson jedoch nicht wusste, war, dass das Mikrofon des Senders in Betrieb war und sein Fiddle-Spiel gesendet wurde. Der Programmleiter von WSM, George D. Hay, hörte das und lud Thompson zu einem weiteren Vorspiel ein.
Am 28. November 1925 schlug mit dem bereits 77 Jahre alten Uncle Jimmy Thompson die Geburtsstunde der WSM Barn Dance Show, dem Vorläufer der Grand Ole Opry. Am Abend nach der Show wurde das Büro des WSM-Senders von begeisterten Telegrammen überhäuft. Der rüstige, alte Herr mit dem weißen Bart war zum ersten Star der Radioshow geworden. Und sein Alter hielt in nicht davon ab, an Fiddle-Wettbewerben in den gesamten Südstaaten teilzunehmen. Selbst Plattenaufnahmen machte Thompson zusammen mit seiner Familie.
Anfang 1927 ließen seine Radioauftritte allmählich nach, hatte er doch vorher einen Schlaganfall erlitten, der ihn auf einem Auge blind werden ließ. Zudem musste er jedes Wochenende die 30-Meilen-Strecke von seinem damaligen Wohnort Laguardo nach Nashville fahren, die zuletzt sehr an seiner Gesundheit zehrten, immerhin war Thompson schon 79 Jahre alt. Er trat jedoch noch öffentlich in seinem Heimatort auf und reiste mit seinem Lastwagen durch das Land.
Uncle Jimmy Thompson verstarb am 17. Februar 1931 infolge einer Lungenentzündung im Alter von 83 Jahren.

## Diskographie
- 1927: Billy Wilson / Karo, Columbia Records
- 192?:Uncle Jimmy’s Favorite Fiddlin’ Piece / Lynchburg, Conqueror Records